# سان ماركو لا كاتولا
سان ماركو لا كاتولا (بالإيطالية: San Marco la Catola)‏ هي بلدية في مقاطعة فودجا في إقليم بوليا الإيطالي.

## السكان
في سنة 1861 بلغ عدد السكان 4٬276 نسمة، وتطور العدد ليصل في سنة 2011 لـ 1٬082 نسمة.
يظهر هذا المخطط البياني تطور النمو السكاني لـ سان ماركو لا كاتولا